# Prometeism
Prometeismul (în limba poloneză:  Prometeizm) a fost un proiect inițiat de liderul polonez Józef Piłsudski.  Scopul Prometeismului era să reducă puterea Imperiului Rus și a succesorului acestuia, Uniunea Sovietică, prin sprijinirea naționalismului și mișcărilor de independență ale celor mai importante popoare neruse, care trăiau între granițele fostului imperiu țarist.
În perioada interbelică, Prometeismul și celălalt concept al lui Piłsudski, "Federația Międzymorze" constituiau două strategii complementare, fundamentale pentru liderul polonez și câțiva dintre sprijinitorii săi. Deși nici unul dintre cele două concepte nu a produs rezultatele scontate în perioada aceea, ele au prefigurat evenimentele ultimelor decenii: apariția Uniunii Europene și dezmembrarea Uniunii Sovietice.

## Sursele Prometeismului

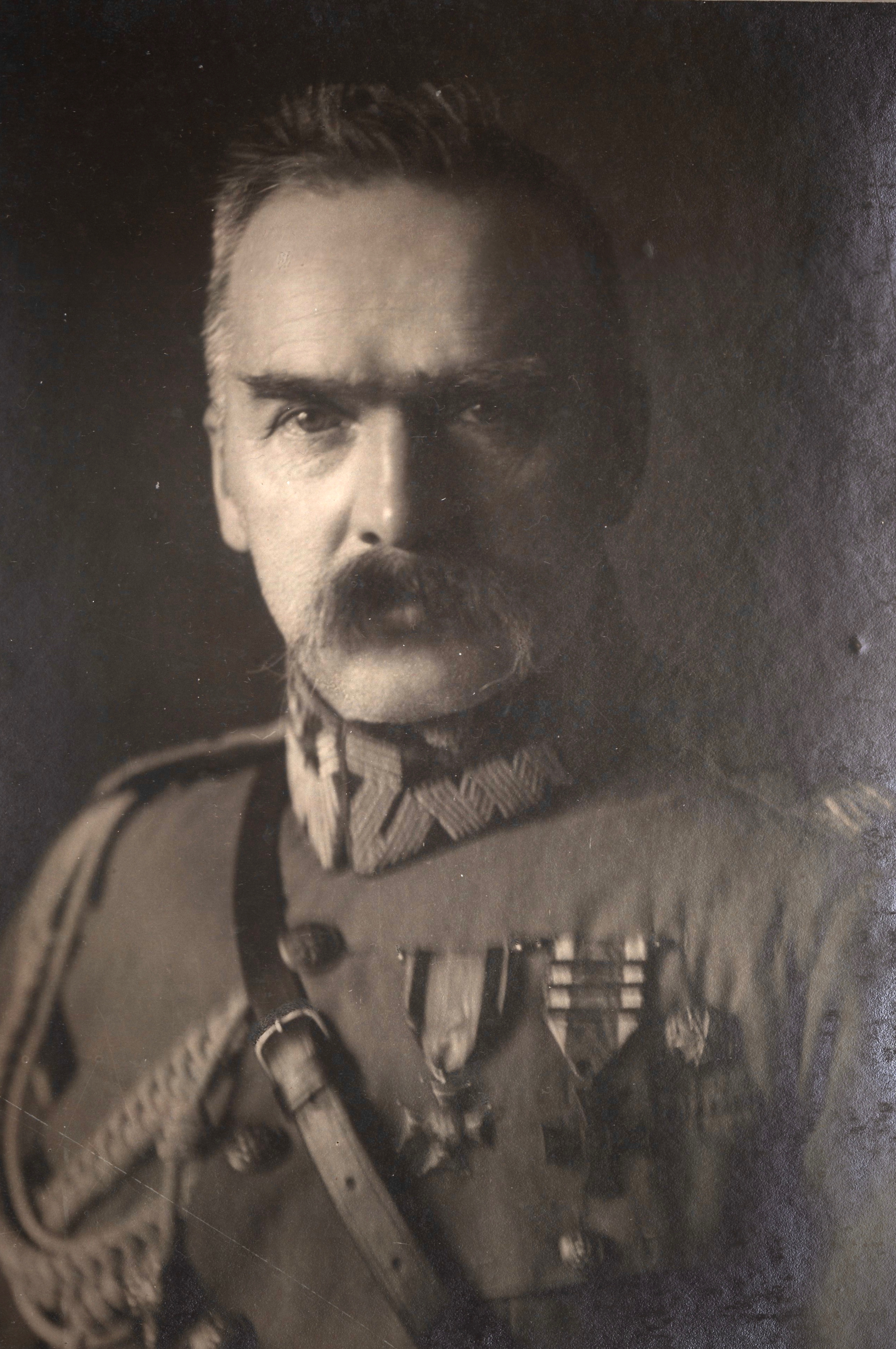
Józef Piłsudski — părintele strategiei Prometeiste.